# 11a etapa del Tour de França de 2012
L'11a etapa del Tour de França de 2012 es disputà el dijous 12 de juliol de 2012 sobre un recorregut de 148 km entre les localitats d'Albertville i l'estació d'esquí de La Toussuire-Les Sybelles.
El vencedor final de l'etapa fou el francès Pierre Rolland (Team Europcar), que arribà en solitari a la meta situada a La Toussuire-Les Sybelles. A 55" arribaren Thibaut Pinot (FDJ-BigMat) i Christopher Froome (Team Sky). Bradley Wiggins (Team Sky) continuà sent el líder de la general, però Cadel Evans (BMC Racing Team) baixà a la quarta posició. En la classificació de la muntanya Fredrik Kessiakoff (Astana Qazaqstan Team) recuperà el liderat perdut el dia anterior.

## Perfil de l'etapa
Aquesta és l'etapa reina d'aquest Tour als Alps. Tot i que és relativament curta, 148 km, l'etapa consta de quatre ascensions de gran dificultat en el seu recorregut. La sortida es fa a Albertville i sols 15 km després comença l'ascensió al primer dels ports de categoria especial del dia, el coll de la Madeleine (25,3 km al 6,2%). El descens condueix els ciclistes cap a la vall de la Môrièna per arribar fins a Saint-Étienne-de-Cuines, on es troba l'esprint i comença l'ascensió al coll de la Croix de Fer, també de categoria especial (22,4 km al 6,9%). El ciclista que passa en primera posició per aquest port rep el souvenir Henri-Desgrange. El descens és curt, ja que ben aviat inicien l'ascensió al coll de Mollard, de segona categoria (5,7 km al 6,8%). El descens d'aquest port condueix cap a Sent-Jian-de-Môrièna, on s'inicia l'ascensió final fins a l'estació d'esquí de La Toussuire-Les Sybelles, de primera categoria i 18 km al 6,1%.

## Desenvolupament de l'etapa
En els quilòmetres previs a l'inici al coll de la Madeleine i els primers d'ascensió van ser nombrosos els ciclistes que saltaren del gran grup per formar una nombrosa escapada integrada per fins a 28 ciclistes. En el darrer tram de pujada alguns ciclistes acceleraren el ritme, dividint-se el grup. Pel davant quedaven Peter Velits (Omega Pharma-Quick Step), que passà en primera posició, i Fredrik Kessiakoff (Astana Qazaqstan Team). El gran grup passà pel cim a 2' 55". En el descens el duet capdavanter aconseguí una diferència de 45 segons sobre el grup perseguidor, però s'uniren abans d'iniciar l'ascensió al Coll de la Croix de Fer. En l'ascens Christophe Kern (Team Europcar) marcà un fort ritme en favor del seu company d'equip Pierre Rolland, cosa que provocà una ràpida reducció del grup. A banda dels dos ciclistes de l'Europcar, quedaren al capdavant Kessiakoff Chris Horner (RadioShack-Nissan), Chris Anker Sorensen (Team Saxo-Tinkoff), Robert Kiserlovski (Astana Qazaqstan Team), Laurens ten Dam (Rabobank ProTeam), Daniel Martin (Garmin-Sharp) i Vassil Kirienka (Movistar Team). Kessiakoff fou el primer al cim de la Croix de Fer. Per darrere, el BMC Racing Team maniobrà per tal que Cadel Evans llancés un atac. Amb l'ajuda de Tejay van Garderen aconseguí una diferència d'uns 30 segons sobre els homes del Team Sky, però fou neutralitzat després d'uns quatre quilòmetres d'aventura. Al cim el grup del líder passava amb dos minuts perduts respecte als escapats, però en el descens el temps s'amplià en més d'un minut en favor dels escapats.
En les primeres rampes del Coll de Mollard quedaren al capdavant Rolland, Kišerlovski, Kirienka i Sorensen. Rolland, que passà el primer pel coll, patí una caiguda en el descens, mentre que Sørensen tingué dificultats per seguir el ritme capdavanter.
Finalment el quartet inicià l'ascensió cap a La Toussuire-Les Sybelles. Rolland demostrà ser el més fort, atacant i marxant en solitari cap a la línia d'arribada, on guanyà l'etapa amb quasi un minut sobre els immediats perseguidors. En el grup del mallot groc, Vincenzo Nibali (Liquigas-Cannondale) intentà trencar el grup en dues ocasions, i tot i que inicialment ho aconseguí, finalment Wiggins i Chris Froome el neutralitzaren. Mentrestant Cadel Evans patí l'esforç realitzat en l'ascens a la Croix de Fer i quedà despenjat en els darrers quilòmetres. Froome va posar en dificultats a Wiggins en un punt, però seguint ordres d'equip va parar en el seu atac. A l'arribada, el grup de Wiggins perdé poc menys d'un minut sobre Rolland, mentre Evans arribava 1' 26" després.

## Punts
| Primer  | Fredrik Kessiakoff (SWE)   | 20 pts |
| Segon   | Peter Velits (SVK)         | 17 pts |
| Tercer  | Vassil Kirienka (BLR)      | 15 pts |
| Quart   | Michele Scarponi (ITA)     | 13 pts |
| Cinquè  | Alejandro Valverde (ESP)   | 11 pts |
| Sisè    | Robert Kiserlovski (CRO)   | 10 pts |
| Setè    | Pierre Rolland (FRA)       | 9 pts  |
| Vuitè   | Iuri Trofímov (RUS)        | 8 pts  |
| Novè    | Ivan Basso (ITA)           | 7 pts  |
| Desè    | Blel Kadri (FRA)           | 6 pts  |
| Onzè    | Christopher Horner (USA)   | 5 pts  |
| Dotzè   | Chris Anker Sørensen (DEN) | 4 pts  |
| Tretzè  | Daniel Martin (IRL)        | 3 pts  |
| Catorzè | Christophe Riblon (FRA)    | 2 pts  |
| Quinzè  | Brice Feillu (FRA)         | 1 pt   |

| Primer  | Pierre Rolland (FRA)        | 20 pts |
| Segon   | Thibaut Pinot (FRA)         | 17 pts |
| Tercer  | Chris Froome (GBR)          | 15 pts |
| Quart   | Jurgen van den Broeck (BEL) | 13 pts |
| Cinquè  | Vincenzo Nibali (ITA)       | 11 pts |
| Sisè    | Bradley Wiggins (GBR)       | 10 pts |
| Setè    | Chris Anker Sørensen (DEN)  | 9 pts  |
| Vuitè   | Janez Brajkovic (SVN)       | 8 pts  |
| Novè    | Vassil Kirienka (BLR)       | 7 pts  |
| Desè    | Frank Schleck (LUX)         | 6 pts  |
| Onzè    | Cadel Evans (AUS)           | 5 pts  |
| Dotzè   | Tejay Van Garderen (USA)    | 4 pts  |
| Tretzè  | Christopher Horner (USA)    | 3 pts  |
| Catorzè | Andreas Klöden (GER)        | 2 pts  |
| Quinzè  | Jérôme Coppel (FRA)         | 1 pt   |

## Ports de muntanya
| Primer | Peter Velits (SVK)         | 25 pts |
| Segon  | Fredrik Kessiakoff (SWE)   | 20 pts |
| Tercer | Christophe Kern (FRA)      | 16 pts |
| Quart  | Chris Anker Sørensen (DEN) | 14 pts |
| Cinquè | Michele Scarponi (ITA)     | 12 pts |
| Sisè   | Pierre Rolland (FRA)       | 10 pts |
| Setè   | Brice Feillu (FRA)         | 8 pts  |
| Vuitè  | Vassil Kirienka (BLR)      | 6 pts  |
| Novè   | Aleksandr Vinokúrov (KAZ)  | 4 pts  |
| Desè   | Alejandro Valverde (ESP)   | 2 pts  |

| Primer | Fredrik Kessiakoff (SWE)   | 25 pts |
| Segon  | Pierre Rolland (FRA)       | 20 pts |
| Tercer | Chris Anker Sørensen (DEN) | 16 pts |
| Quart  | Christopher Horner (USA)   | 14 pts |
| Cinquè | Robert Kiserlovski (CRO)   | 12 pts |
| Sisè   | Laurens ten Dam (NED)      | 10 pts |
| Setè   | Daniel Martin (IRL)        | 8 pts  |
| Vuitè  | Vassil Kirienka (BLR)      | 6 pts  |
| Novè   | Peter Velits (SVK)         | 4 pts  |
| Desè   | Christophe Kern (FRA)      | 2 pts  |

| Primer | Pierre Rolland (FRA)       | 5 pts |
| Segon  | Robert Kiserlovski (CRO)   | 3 pts |
| Tercer | Vassil Kirienka (BLR)      | 2 pts |
| Quart  | Chris Anker Sørensen (DEN) | 1 pt  |

| Primer | Pierre Rolland (FRA)        | 20 pts |
| Segon  | Thibaut Pinot (FRA)         | 16 pts |
| Tercer | Christopher Froome (GBR)    | 12 pts |
| Quart  | Jurgen van den Broeck (BEL) | 8 pts  |
| Cinquè | Vincenzo Nibali (ITA)       | 4 pts  |
| Sisè   | Bradley Wiggins (GBR)       | 2 pts  |

## Classificació de l'etapa
|    | Ciclista                    | Equip                 | Temps      |
| -- | --------------------------- | --------------------- | ---------- |
| 1  | Pierre Rolland (FRA)        | Team Europcar         | 4h 43' 54" |
| 2  | Thibaut Pinot (FRA)         | FDJ-BigMat            | + 55"      |
| 3  | Chris Froome (GBR)          | Team Sky              | + 55"      |
| 4  | Jurgen Van Den Broeck (BEL) | Lotto-Belisol         | + 57"      |
| 5  | Vincenzo Nibali (ITA)       | Liquigas-Cannondale   | + 57"      |
| 6  | Bradley Wiggins (GBR)       | Team Sky              | + 57"      |
| 7  | Chris Anker Sørensen (DEN)  | Team Saxo-Tinkoff     | + 1' 08"   |
| 8  | Janez Brajkovič (SVN)       | Astana Qazaqstan Team | + 1' 58"   |
| 9  | Vassil Kirienka (BLR)       | Movistar Team         | + 2' 13"   |
| 10 | Fränk Schleck (LUX)         | RadioShack-Nissan     | + 2' 23"   |

## Classificació general
|    | Ciclista                    | Equip                 | Temps       |
| -- | --------------------------- | --------------------- | ----------- |
| 1  | Bradley Wiggins (GBR)       | Team Sky              | 48h 43' 53" |
| 2  | Chris Froome (GBR)          | Team Sky              | + 2' 05"    |
| 3  | Vincenzo Nibali (ITA)       | Liquigas-Cannondale   | + 2' 23"    |
| 4  | Cadel Evans (AUS)           | BMC Racing Team       | + 3' 19"    |
| 5  | Jurgen Van Den Broeck (BEL) | Lotto-Belisol         | + 4' 48"    |
| 6  | Haimar Zubeldia (ESP)       | RadioShack-Nissan     | + 6' 15"    |
| 7  | Tejay van Garderen (USA)    | BMC Racing Team       | + 6' 57"    |
| 8  | Janez Brajkovič (SVN)       | Astana Qazaqstan Team | + 7' 30"    |
| 9  | Pierre Rolland (FRA)        | Team Europcar         | + 8' 31"    |
| 10 | Thibaut Pinot (FRA)         | FDJ-BigMat            | + 8' 51"    |

## Classificacions annexes
|    | Ciclista                  | Equip               | Punts   |
| -- | ------------------------- | ------------------- | ------- |
| 1r | Peter Sagan (SVK)         | Liquigas-Cannondale | 232 pts |
| 2n | Matthew Harley Goss (AUS) | Orica-GreenEDGE     | 205 pts |
| 3r | André Greipel (GER)       | Lotto-Belisol       | 172 pts |

|    | Ciclista                   | Equip                 | Punts  |
| -- | -------------------------- | --------------------- | ------ |
| 1r | Fredrik Kessiakoff (SWE)   | Astana Qazaqstan Team | 66 pts |
| 2n | Pierre Rolland (FRA)       | Team Europcar         | 55 pts |
| 3r | Chris Anker Sørensen (DEN) | Team Saxo-Tinkoff     | 39 pts |

|    | Ciclista                 | Equip           | Temps       |
| -- | ------------------------ | --------------- | ----------- |
| 1r | Tejay van Garderen (USA) | BMC Racing Team | 48h 50' 50" |
| 2n | Thibaut Pinot (FRA)      | FDJ-BigMat      | + 1' 54"    |
| 3r | Rein Taaramäe (EST)      | Cofidis         | + 23' 50"   |

|    | Equip                 | Temps        |
| -- | --------------------- | ------------ |
| 1r | RadioShack-Nissan     | 146h 24' 13" |
| 2n | Team Sky              | + 12' 31"    |
| 3r | Astana Qazaqstan Team | + 31' 59"    |

## Abandonaments
- Fabian Cancellara (RadioShack-Nissan): no surt.
- Gustav Larsson (Vacansoleil-DCM): abandona.
- Bauke Mollema (Rabobank ProTeam): abandona.
- Mark Renshaw (Rabobank ProTeam): abandona.
- Rob Ruijgh (Vacansoleil-DCM): abandona.
- Lieuwe Westra (Vacansoleil-DCM): abandona.
- Alessandro Petacchi (Lampre-ISD): fora de control.
- Iuri Krivtsov (Lampre-ISD): fora de control.